# Scelolyperus kroliki
Scelolyperus kroliki es una especie de insecto coleóptero de la familia Chrysomelidae.
Fue descrita científicamente en 2005 por Borowiec.